# Leptaulax castilloae
Leptaulax castilloae es una especie de coleóptero de la familia Passalidae.

## Distribución geográfica
Habita en Península de Malaca.